# Maltas universitet

Malta universitets vapen.

Maltas universitet (maltesiska: L-università ta' Malta) är med drygt 11 500 studerande det största universitetet på Malta. Universitetet är engelskspråkigt.

## Historia
Universitetets historia härstammar från 1592 när biskopen Garagallo grundade Collegium Melitense. Ursprungligen förestods Collegium Melitense av jesuitorden. Egentligen grundades Maltas universitet 22 november 1769.
År 1798 stängdes universitetet när Napoléon Bonaparte intog Malta. År 1800 blev öarna en del av Storbritannien och sir Alexander Ball bestämde sig att grunda om universitetet. År 1938 fick universitetet namnet Maltas kungliga universitet (engelska: the Royal University of Malta) men ordet "kungliga" blev borttaget när Malta blev en republik år 1974.

## Fakulteter och institut
Malta universitet består av 14 fakulteter:
- fakulteten för konst
- fakulteten för byggda miljöer
- tandkirurgiska fakulteten
- fakulteten för ekonomi, bokföring och ledning
- pedagogiska fakulteten
- fakulteten för ingenjörskunskap
- hälsovetenskapliga fakulteten
- fakulteten för information, kommunikation och teknologi
- juridiska fakulteten
- fakulteten för media och informationskunskap
- fakulteten för medicin och kirurgi
- vetenskapliga fakulteten
- fakulteten för social välfärd
- teologiska fakulteten

Förutom fakulteter finns det också 18 institutioner vid Malta universitet.:
- instituten för barockstudier
- anglo-italienska instituten
- instituten för klimatförändring
- Konfuciusinstituten
- instituten för digitala spel
- instituten för diplomatiska studier
- instituten för europeiska studier
- instituten för öar och små stater
- instituten för turism, resande och kultur
- instituten för maltesiska studier

## Bilder

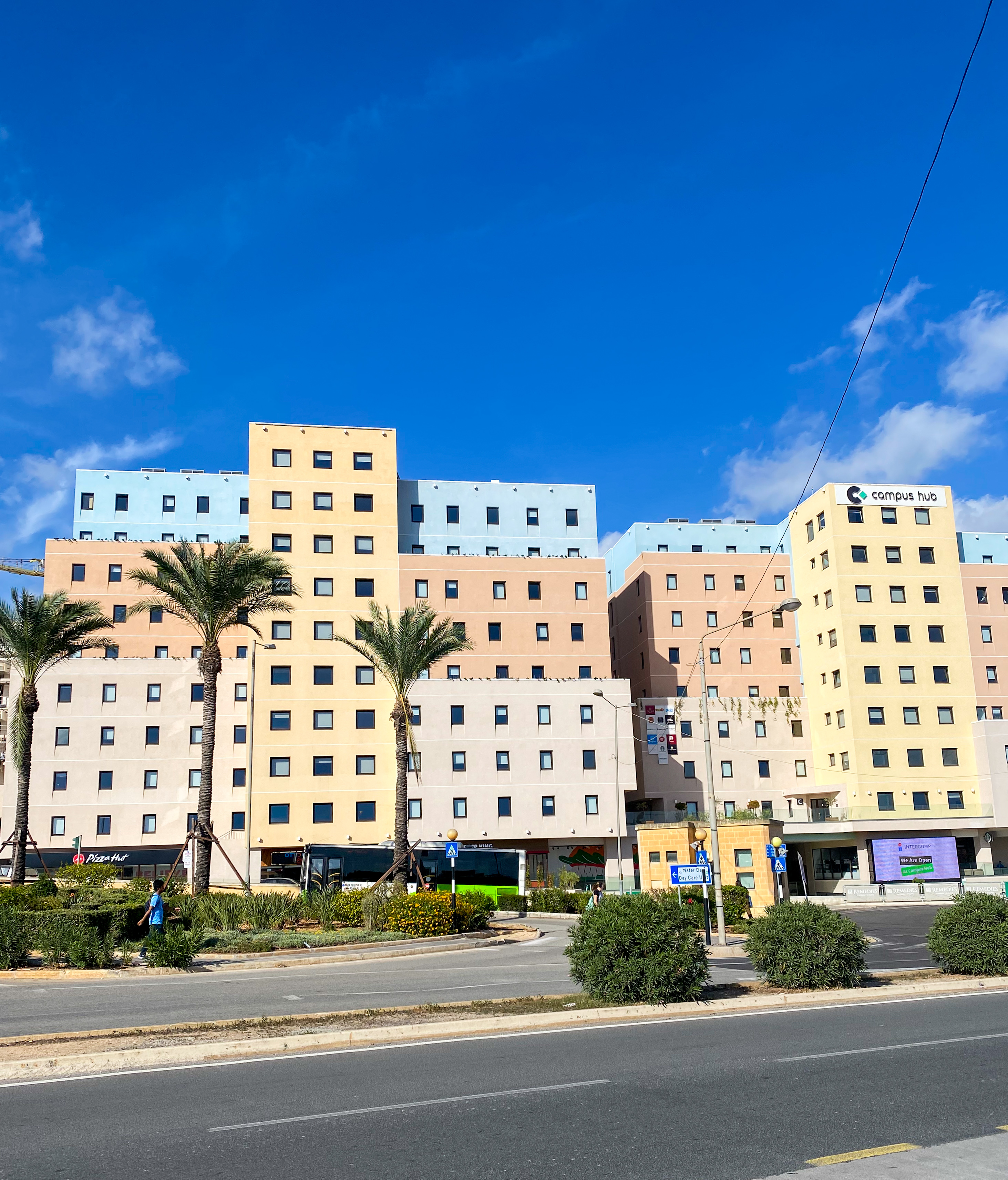
Campus Hub, en liten köpcenter vid universitetet med studentbostäder i övre våningar.
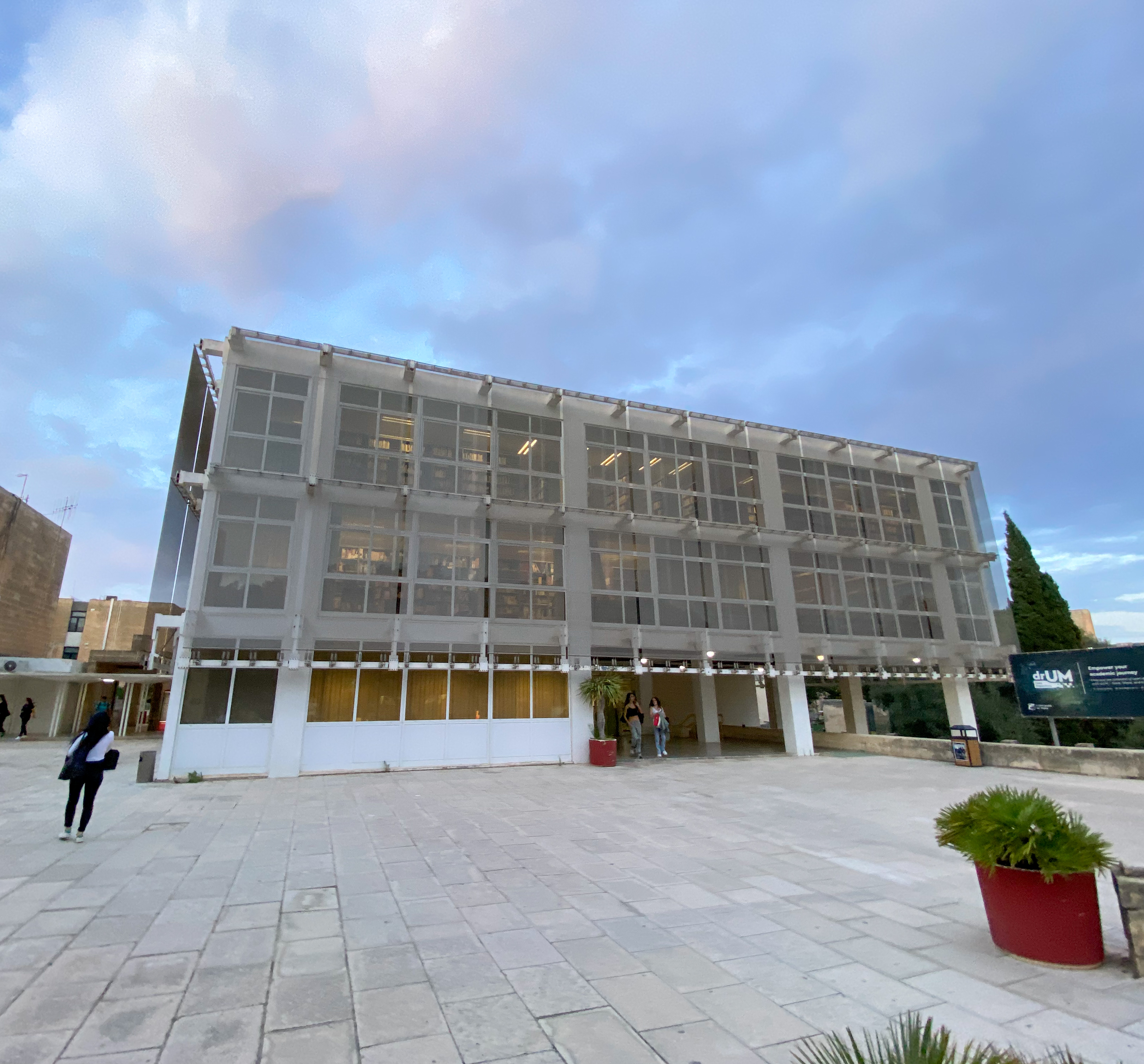
Malta universitets bibliotek.
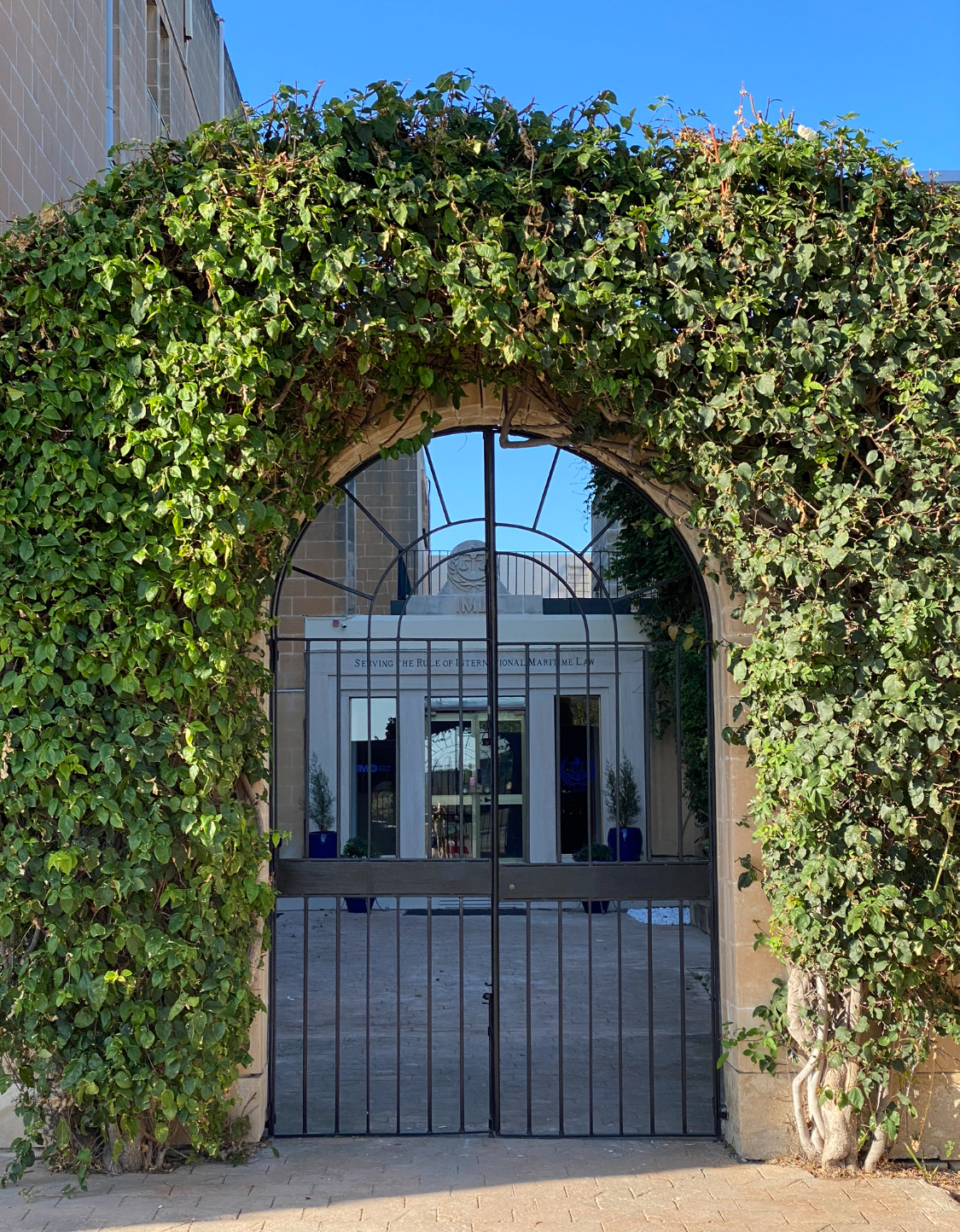
Byggnad för internationella sjörätt.
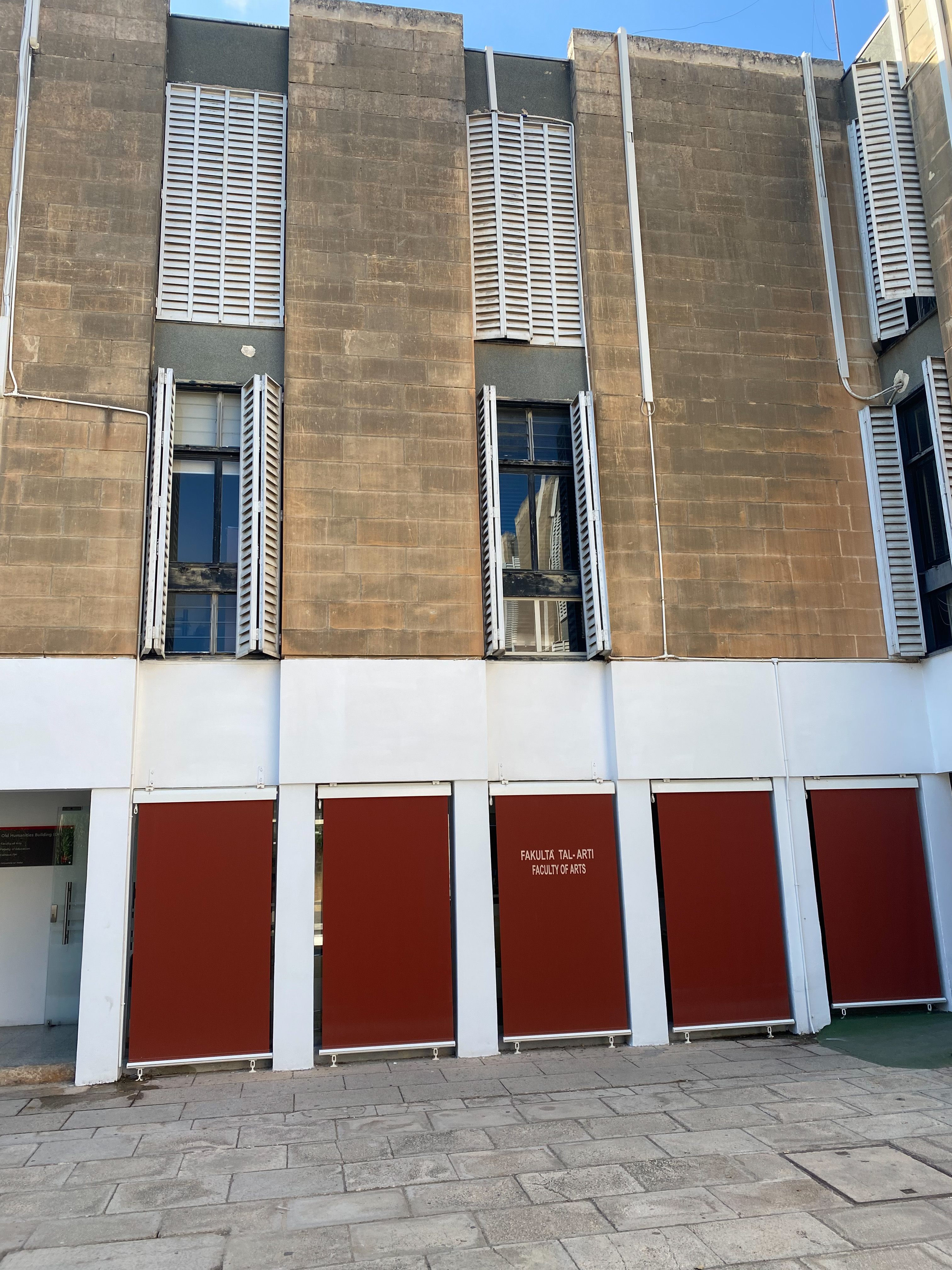
Fakulteten för konst.
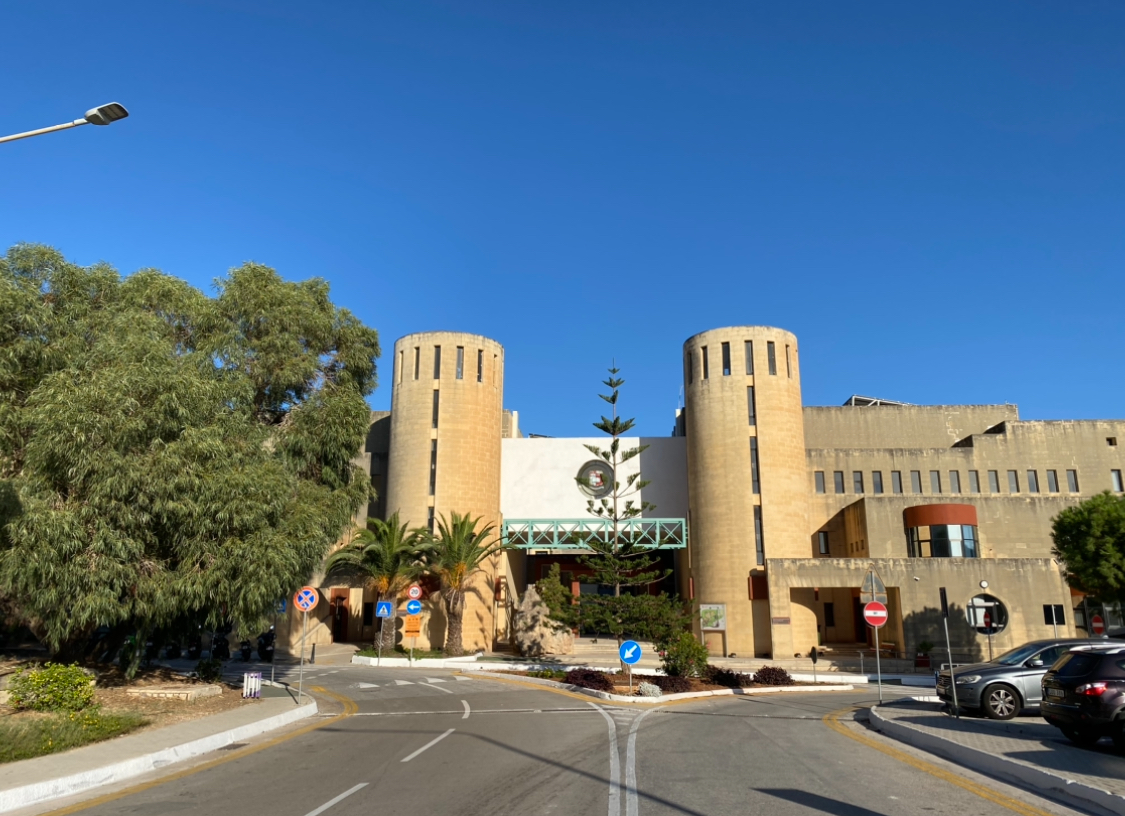
Gateway Building.
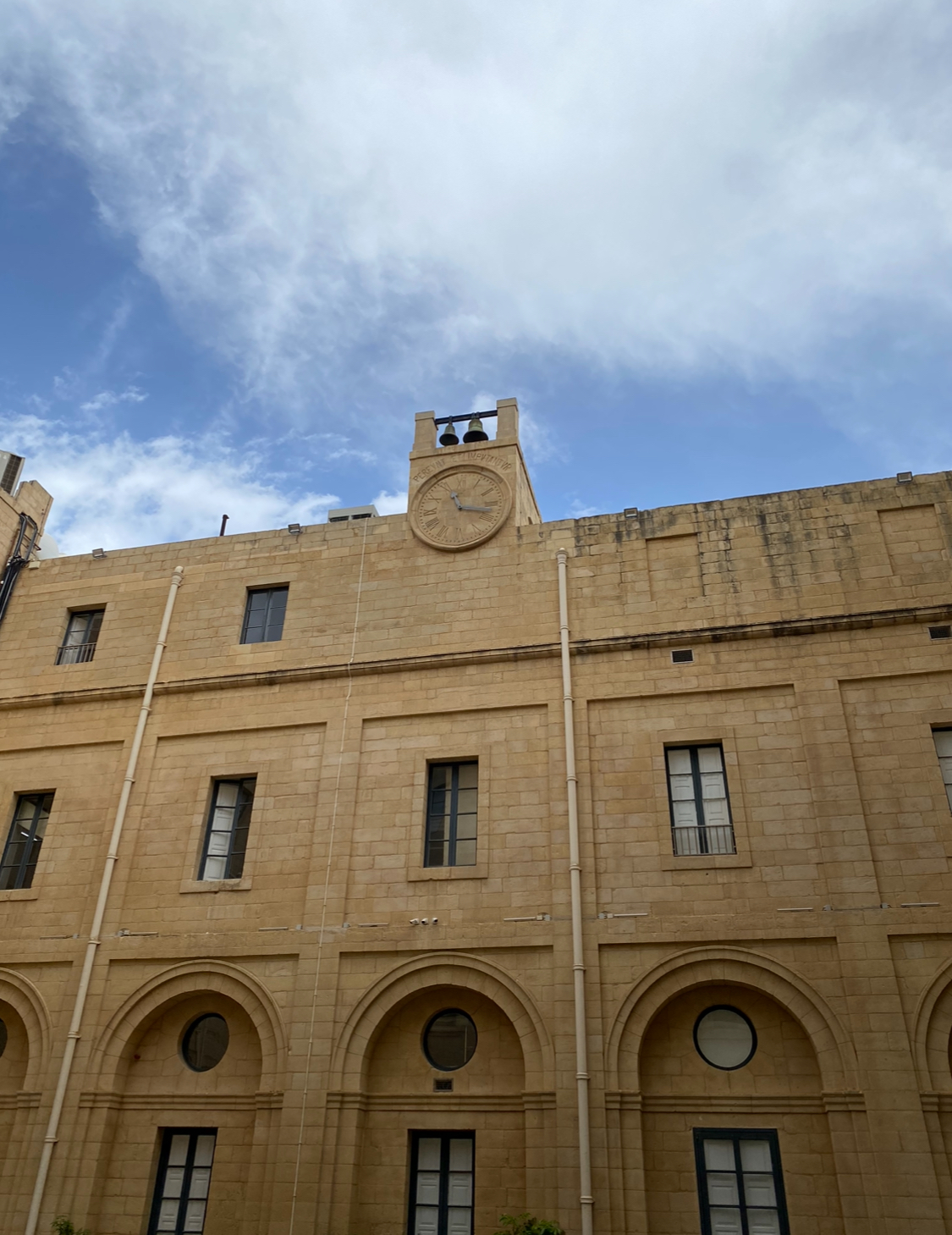
Gården vid gamla universitetshuset i Valletta.
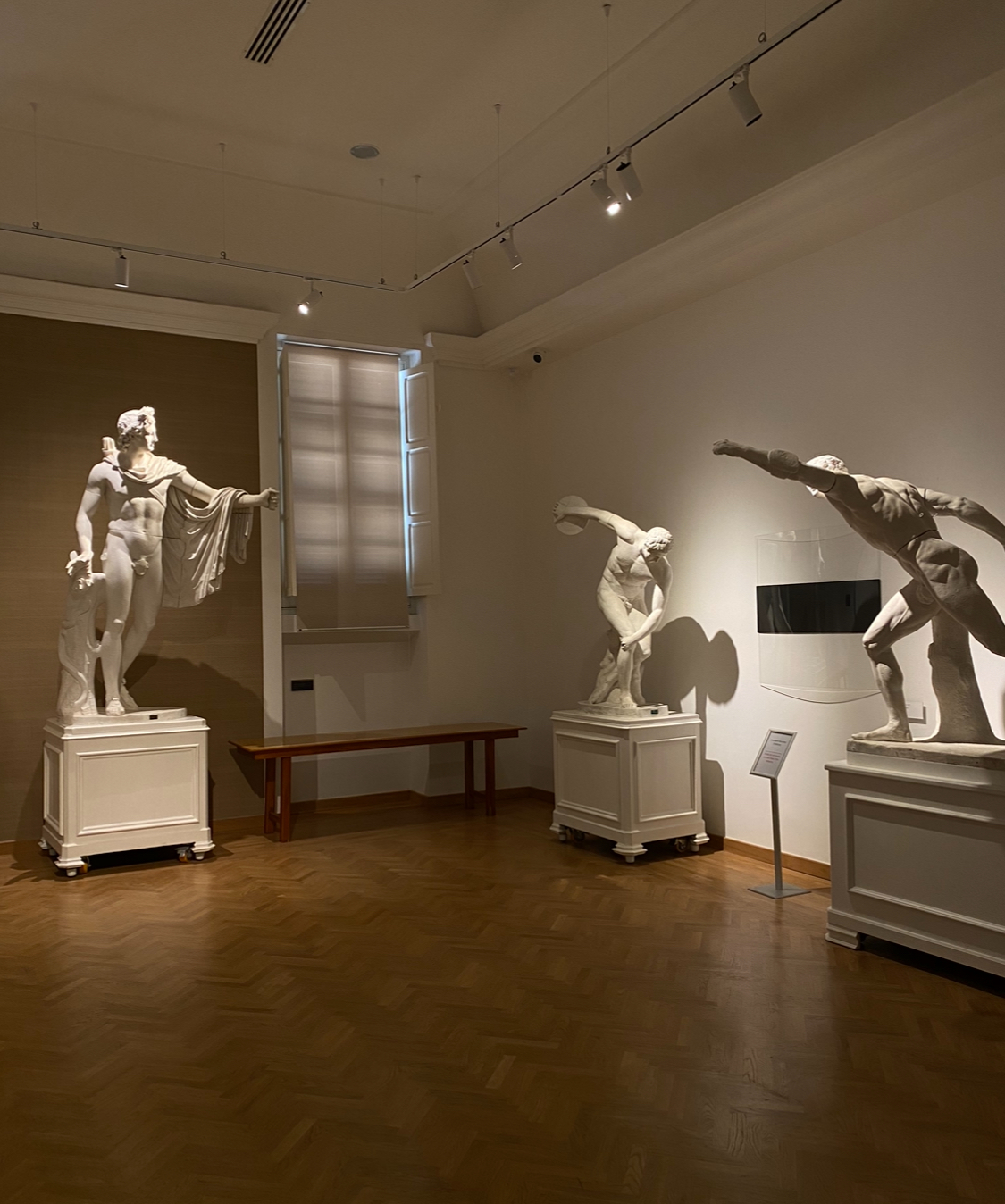
Skulpturssamling i Aula Prima i det gamla universitetshuset i Valletta.
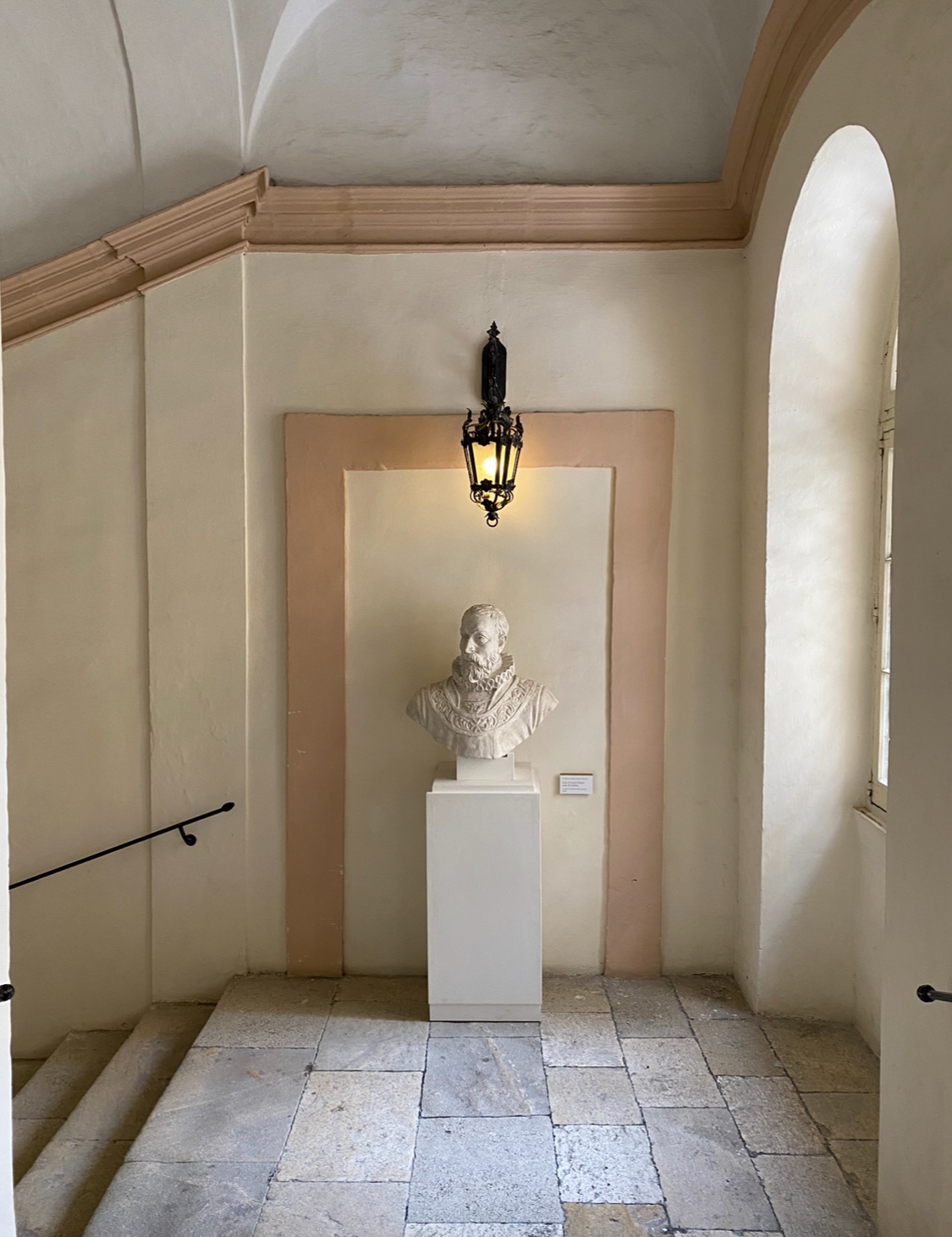
Trappuppgången i gamla universitetshuset i Valletta.
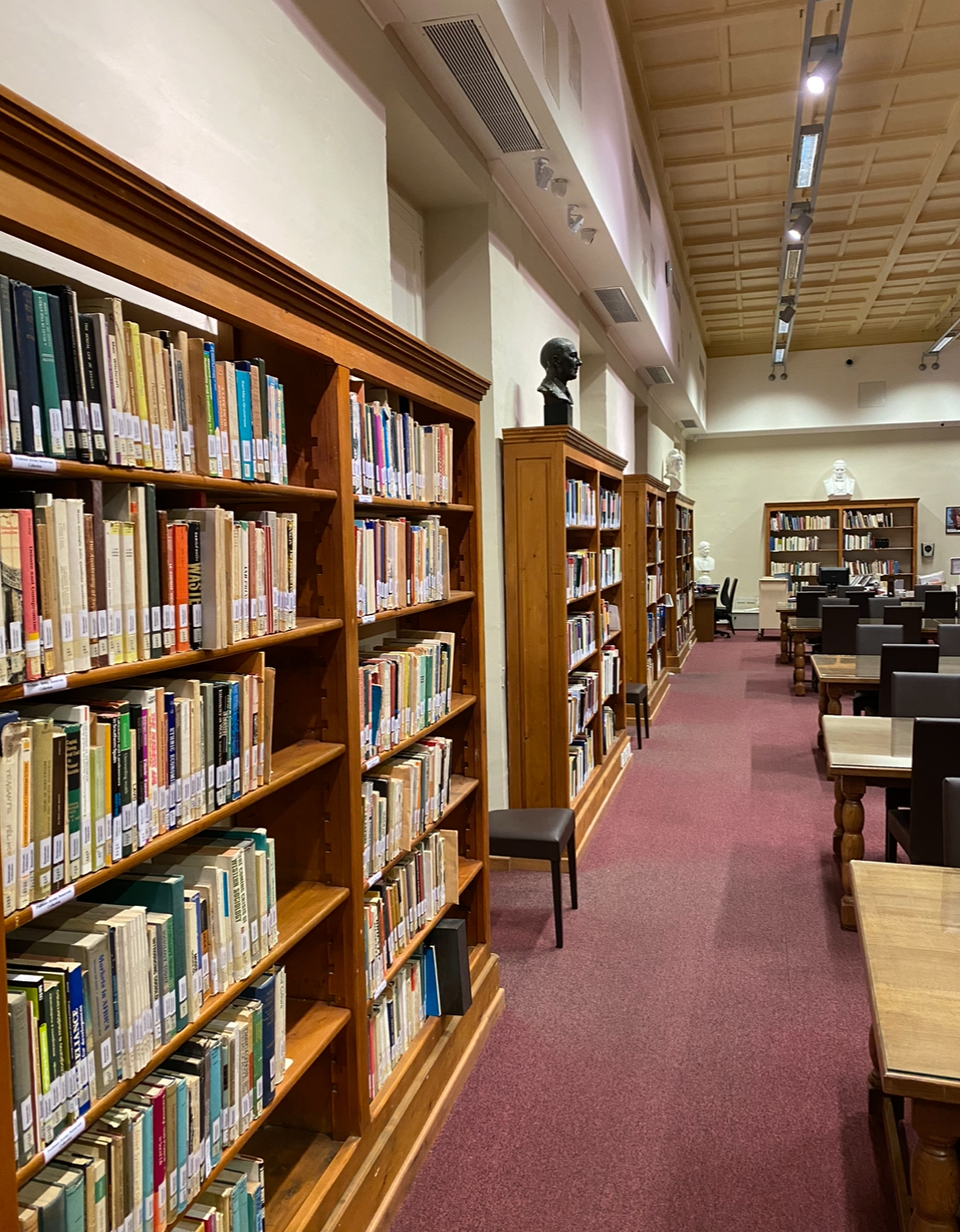
Biblioteket i Valletta campus i det gamla universitetshuset.